# Acontia cacola
Acontia cacola är en fjärilsart som beskrevs av Smith 1907. Acontia cacola ingår i släktet Acontia och familjen nattflyn. Inga underarter finns listade i Catalogue of Life.